# 10 fenigów 1942 typ II
10 fenigów 1942 typ II – moneta dziesięciofenigowa getta łódzkiego, wprowadzona do obiegu 8 grudnia 1942 r., zaakceptowana do produkcji 13 października 1942 r., w wyniku zaprzestania bicia monety 10 fenigów 1942 typ I.

## Awers
W centralnej części umieszczono gwiazdę Dawida, na niej wklęsły rok 1942, dookoła napis „DER AELTESTE DER JUDEN IN LITZMANNSTADT•”.

## Rewers
W centralnej części umieszczono nominał 10, dookoła otokowo napis „•QUITTUNG ÜBER•”, na dole napis „PFENNIG”.

## Opis
Moneta była bita na terenie getta, w I Wydziale Metalowym (niem. Metallabteillung I) mieszczącej się w jego pierwszej siedzibie przy ul. Zgierskiej 56 lub drugiej siedzibie przy ul. Łagiewnickiej 63, w elektronie, na krążku o średnicy ~19 mm, masie ~0,75 grama, z rantem gładkim. Pierwszego dnia, tzn. 8 grudnia 1942 r. wpuszczono do obiegu 100 000 monet, a produkcja była kontynuowana w następnych dniach. Początkowy plan zakładał emisję 700 000 sztuk.
W katalogach wydawanych w latach 70. i 80. XX w., błędnie informowano, że moneta została wykonana z fosforobrązu.
Oryginalna moneta na rynku kolekcjonerskim pojawia się rzadko. Wydaje się być rzadsza niż oryginalne egzemplarze monety 10 fenigów 1942 typ I.